# Ludwigsburg (distrito)
Ludwigsburg ou Luisburgo é um distrito da Alemanha, na região administrativa de Estugarda , estado de Baden-Württemberg.

## Cidades e Municípios
- Cidades:

1. Asperg
2. Besigheim
3. Bietigheim-Bissingen
4. Bönnigheim
5. Ditzingen
6. Freiberg
7. Gerlingen
8. Großbottwar
9. Korntal-Münchingen
10. Kornwestheim
11. Ludwigsburg
12. Marbach
13. Markgröningen
14. Oberriexingen
15. Remseck
16. Sachsenheim
17. Steinheim an der Murr
18. Vaihingen

- Municípios:

1. Affalterbach
2. Benningen
3. Eberdingen
4. Erdmannhausen
5. Erligheim
6. Freudental
7. Gemmrigheim
8. Hemmingen
9. Hessigheim
10. Ingersheim
11. Kirchheim
12. Löchgau
13. Möglingen
14. Mundelsheim
15. Murr
16. Oberstenfeld
17. Pleidelsheim
18. Schwieberdingen
19. Sersheim
20. Tamm
21. Walheim